# Who Can You Trust?
Who Can You Trust? es el álbum debut de la banda Morcheeba. Fue realizado en 1996 por China Records. Este es el álbum más orientado al Trip Hop que sacó la banda.

## Lista de canciones
1. "Moog Island"
2. "Trigger Hippie"
3. "Post Houmous" - Instrumental
4. "Tape Loop"
5. "Never an Easy Way"
6. "Howling"
7. "Small Town"
8. "Enjoy the Wait" - Instrumental
9. "Col"
10. "Who Can You Trust" - Instrumental
11. "Almost Done"
12. "End Theme" - Instrumental

- Datos: Q925475

espy